# ماگدالنا (بنی)
ماگدالنا (به اسپانیایی: Magdalena) یک شهر در بولیوی است که در شهرداری ماگدالنا واقع شده‌است. ماگدالنا ۴٬۳۷۹ نفر جمعیت دارد و ۱۴۲ متر بالاتر از سطح دریا واقع شده‌است.